# Diadelioides unicolor
Diadelioides unicolor là một loài bọ cánh cứng trong họ Cerambycidae.